# Silene linifolia
Silene linifolia är en nejlikväxtart som beskrevs av James Edward Smith. Silene linifolia ingår i släktet glimmar, och familjen nejlikväxter. Inga underarter finns listade i Catalogue of Life.